# Compagnie du chemin de fer d'Orléans à Châlons
La Compagnie du chemin de fer d’Orléans à Châlons est une compagnie ferroviaire privée française créée en 1869 et mise en faillite en 1884.

## Histoire
La Compagnie du chemin de fer d’Orléans à Châlons est officiellement constituée le 5 novembre 1869.
Par des traités signés les 13 avril et 24 mai 1870, la compagnie reprend la concession de la ligne reliant Gisors à Vernonnet. Ces traités sont approuvés par un arrêté du président du conseil du 24 juillet 1871,. Le 1er mai 1873, la compagnie prolonge la ligne jusqu'à Pacy-sur-Eure, permettant une correspondance avec la ligne d'Orléans à Rouen. Le 29 octobre 1871, la Compagnie du chemin de fer d'Orléans à Châlons afferme l'exploitation de la ligne à la Compagnie du chemin de fer d'Orléans à Rouen.
Le 25 mai 1870, le Conseil Général de l'Eure donne son accord pour le rachat de la ligne de Gisors-Embranchement à Pont-de-l'Arche par la compagnie du chemin de fer d'Orléans à Châlons qui souhaite constituer un réseau cohérent en Normandie,.
La société est mise en faillite en octobre 1884 « on reprocha à Donon d'avoir obtenu la concession en 1869 dans des conditions suspectes, constitué une société au capital fictif avec des actionnaires de complaisance, gonflé artificiellement les émissions d'obligations et de ne pas avoir utilisé le produit du rachat de la ligne par l'État en 1878 (52 millions de francs) pour amortir cette dette. Donon tira prétexte de ce que la Compagnie exploitait également un réseau de lignes d'intérêt local dans l'Eure, acquis en 1870, pour prolonger son existence. ». Pour mettre fin aux poursuites des créanciers, Donon leur versa 800 000 francs et la Société des dépôts et comptes courants (SDCC) 1,5 Mfr.